# Berberis chingii
Berberis chingii är en berberisväxtart som beskrevs av Cheng. Berberis chingii ingår i släktet berberisar, och familjen berberisväxter. Inga underarter finns listade i Catalogue of Life.